# Mulgedium qinghaicum
Mulgedium qinghaicum là một loài thực vật có hoa trong họ Cúc. Loài này được S.W.Liu & T.N.Ho mô tả khoa học đầu tiên năm 2001.